# Système électoral à préférences multiples ordonnées
 (novembre 2020).
Le système électoral à préférences multiples ordonnées est un type de système de vote, dont il existe un grand nombre de variantes (méthode Condorcet, vote alternatif, méthode Borda, scrutin de liste avec panachage…). Certaines sont ou ont été effectivement utilisées[réf. nécessaire].
Ce type de système, assez complexe[non neutre], peut présenter un défaut de protection de l'anonymat qui requiert un ajout de complexité pour y remédier. Ce système aurait ainsi été détourné en Italie.

## Principe
Il ne s'agit pas d'un seul système, mais de toute une classe de systèmes apparentés (dont le nombre est potentiellement infini). Ce type de système consiste à demander non pas seulement son option préférée, mais le classement complet de toutes ses préférences, ce qui peut permettre :
- de ne pas forcer l'électeur à voter immédiatement pour une des options « favorites » (voter pour une option est une chose, voter pour elle simplement parce que l'option alternative parait encore pire en est une autre);
- ou bien de tenir compte de la place des options.

Ces deux objectifs sont contradictoires. 
Typiquement, le bulletin de vote se présente alors sous forme d'une liste, en tête les options préférées, en queue les options rejetées. 

### Exemple
Un des systèmes de ce type, le vote alternatif, utilise le remplacement automatique des options par la suivante dans la liste de préférence de l'électeur. Avec 3 options, A, B et C, et 9 électeurs qui voteraient
| Électeur | 1 | 2 | 3 | 4 | 5 | 6 | 7 | 8 | 9 |
| -------- | - | - | - | - | - | - | - | - | - |
| Choix 1  | A | B | C | A | B | C | A | B | A |
| Choix 2  | B | C | B | C | C | B | C | C | A |
| Choix 3  | C | A | A | B | A | A | B |   | A |

on élimine d'abord l'option C (seulement deux fois en premier choix), et c'est donc l'option B qui est retenue (en effet, on remarque que 5 électeurs sur 9 (les électeurs 2, 3, 5, 6 et 8), préfèrent l'option B à l'option A. 
On notera qu'ici les votes lacunaires (électeur 8) ou redondant (électeur 9) ne posent aucun problème (c'est l'électeur qui se pénalise). 
D'autres variantes du système, comme la méthode Borda, pondèrent le vote en fonction de sa place dans la liste. Dans ce cas, les votes lacunaires ou redondants peuvent poser des problèmes.

## Avantages
Le principal avantage de ce type de méthodes est la diminution de l'effet de "vote utile".
En effet, le fait de classer les candidats par ordre de préférence fait que tous les candidats (ou un sous ensemble en fonction de la méthode utilisée) se voient attribuer une pondération. Dans les systèmes de vote où un seul candidat est sélectionné par chaque votant, un votant peut choisir de voter pour un candidat n'étant pas sa première préférence, parce qu'il a selon lui plus de chances de remporter l'élection. Un système de vote par liste permet donc de mettre en avant les "petits candidats" moins médiatisés par effet de bord, puisque chaque candidat obtient une pondération qui représente réellement l'ordre de préférence de l'électeur.

## Inconvénients
Si l'électeur présente son choix sous forme d'une liste sur un seul bulletin, et que le dépouillement est complètement public, ce type de système permet de compromettre l'anonymat des électeurs. 
En effet, il est alors possible d'attacher à chaque vote une signature, avec un nombre de signes assez limité. Le principe est de coder la signature sur l'ordre de certains candidats, candidats mineurs (éventuellement suscités spécialement dans ce but). Par exemple, en utilisant 7 « candidatures » A B C D E F G, il existe 7! (factorielle 7) permutations (façon de ranger les 7 candidatures), c’est-à-dire 5040, et avec 11 candidatures de codage, 11! = 39 916 800 : largement de quoi identifier tout un corps électoral, avec un nombre de candidatures qui ne soulève pas de soupçon. 
Le parti TRICHEUR associe à chaque électeur une combinaison (un ordre de certains candidats), et il n'a plus qu'à aller le voir et lui dire que si telle combinaison est présente (resp. absente) dans le dépouillement, il aura un petit cadeau (resp. de gros ennuis).[non neutre]

### Discussion sur les parades possibles
On peut imaginer d'apporter des modifications au système pour restaurer le respect de l'anonymat de l'électeur.
Si on veut éviter que le dépouillement public (indispensable pour garantir la confiance dans le système de vote) dévoile la signature attachée au bulletin de vote, on peut essayer de rendre impossible la lecture d'un bulletin complet. 
Une possibilité serait de séparer physiquement les options choisies par l'électeur : au lieu d'une enveloppe avec le bulletin de vote comportant les options choisies, on aurait n enveloppes, une pour chaque option, et on pourrait ensuite, soit mettre en place autant d'urnes que d'options à classer, et laisser l'électeur mettre dans l'urne n un bulletin de l'option qui constitue son n -ième choix ; soit mettre les n enveloppes dans une autre enveloppe et ce serait au personnel du bureau de vote de procéder en deux temps : d'abord ouvrir l'enveloppe externe et séparer les choix dans n urnes, et ensuite compter les voix dans chaque urne.
On peut aussi imaginer d'autres variantes sur le thème, qui paraissent acceptables si on reste au vote papier. Cependant, la viabilité pratique d'un tel système modifié, avec un vote papier, est discutable : tout d'abord, si n est grand (comme c'était le cas en Italie, où cela pouvait dépasser facilement 30[réf. nécessaire]), la complexité des opérations de vote et/ou de dépouillement pourrait en dégoûter plus d'un[réf. nécessaire] ; mais surtout, la séparation physique des bulletins de vote rendrait difficilement réalisable un recomptage des voix en cas de contestation, vu que maintenant une composante essentielle du choix de l'électeur (l'ordre des candidats) a été dissociée du bulletin, et on ne peut plus exclure que certains des sous-bulletins qui sont maintenant dans l'urne n soient là par erreur ou malveillance, ce qui rendrait le recomptage peu probant.
La complexité de ces parades, si elles sont réalisées dans le cadre du vote papier, pourrait pousser certains à conseiller l'introduction de machines de vote électronique pour les mettre en place. Mais cette solution souffre elle aussi des problèmes  liés au manque de transparence de la technologie: la facilité de frauder en biaisant l'algorithme utilisé, a contrario l'extrême difficulté de garantir que les machines donnent un résultat fiable et représentatif du vote, et le manque de confiance des voteurs causé par les points précédents. 